# Cabinda (provincie)
Cabinda is een provincie van Angola, die als exclave is ingeklemd tussen Congo-Brazzaville in het noorden en Congo-Kinshasa in het zuiden. In het westen grenst het aan de Atlantische Oceaan. Het is een voormalig Portugees protectoraat (en vormt samen met Zaire Portugees-Congo ), dat in november 1975 door het Angolese leger werd bezet. De oppervlakte is 7270 km². In 1992 had Cabinda 152.100 inwoners. Vooral door de vestiging van vluchtelingen uit Congo-Kinshasa groeide de bevolking aan tot ongeveer 710.000. De hoofdstad is het gelijknamige Cabinda. Overige steden zijn Belize, Buco-Zau en Lândana.

## Geschiedenis
Cabinda was door de Conferentie van Berlijn sinds 1 februari 1885 een Portugees protectoraat (ook bekend als deel van Portugees-Congo). Na de Anjerrevolutie in Portugal kregen verscheidene politici er belang bij om Cabinda een deel van Angola te maken, hoewel het daar niet aan grensde. Met de onafhankelijkheid van Angola in 1975 gebeurde dat inderdaad. Kort daarna begon het Frente para a Libertação do Enclave de Cabinda (FLEC, Front voor de Bevrijding van de Enclave Cabinda) een oorlog tegen de Angolese aanwezigheid, die tot op heden voortduurt.
Er zijn veel berichten van schendingen van de mensenrechten in Cabinda. In 2003 rapporteerde een ad-hoccommissie van de UNHCR (het Bureau van de Hoge Commissaris van de Verenigde Naties voor de Vluchtelingen) dat de Angolese overheid, met name de heersende politieke partij Movimento Popular de Libertação de Angola (MPLA) veel wreedheden had begaan. In 2004 berichtte de directeur van de missie van Human Rights Watch voor Afrika dat het Angolese leger misdaden bleef begaan tegen Cabindese burgers.

## Economie
Voor de kust liggen olievelden die tot de grootste ter wereld behoren. Onderzoek daarnaar begon in 1954 en sinds 1968 vindt productie plaats. Cabinda produceert 700.000 vaten aardolie per dag, en is daarmee goed voor ongeveer 70% van de Angolese olieproductie. Het zorgt daarmee voor 80% van de export van Angola en is zeer belangrijk voor het Angolese bnp. Cabinda Oil is gelieerd aan Sonangol, Agip Angola Lda. Sonangol bezit 41%, Chevron 39,2%, Elf 10% en Agip 9,8%.
De basis van Cabinda Oil bevindt zich in Malongo. Hier werken 5.000 mensen. 1.700 mensen, hoofdzakelijk Amerikanen, wonen hier permanent.
Verder produceert Cabinda hardhout, koffie, cacao, rubber en palmolieproducten.